# Frank G. Slaughter
Frank Gill Slaughter, noto anche con lo pseudonimo di C.V. Terry (Washington, 25 febbraio 1908 – Jacksonville, 17 maggio 2001), è stato uno scrittore e medico statunitense, autore di numerosi bestseller del genere thriller medico, venduti fra un minimo di 60 e un massimo di 100 milioni di copie.
I romanzi si basano principalmente sulla sua esperienza come medico, inoltre ha pubblicato dei romanzi storici (con l'aiuto del ghostwriter William DuBois) e biblici. Ha spesso presentato ai suoi lettori i risultati della ricerca medica contemporanea e sulle nuove scoperte della tecnologia medica.
Slaughter è nato a Washington, era figlio di Stephen Lucious Slaughter e Sallie Nicholson Gill. Quando compì cinque anni, la sua famiglia si trasferì in una fattoria vicino a Berea, Carolina del Nord che è ad ovest di Oxford, Carolina del Nord. Si laureò al Trinity College (ora Duke University) e a soli diciassette anni andò alla scuola medica della Johns Hopkins University di Baltimora. Nel 1930 sposò l'infermiera Jane Mundy, che gli diede due figli. Slaughter ha iniziato a scrivere nel 1935.
Nel 1941, dopo averlo dovuto riscrivere sei volte, pubblicò il suo primo dattiloscritto "Affinché nessuno muoia" (That None Should Die) per la casa editrice Doubleday. Alcuni dei suoi romanzi sono stati trasposti sul grande schermo: "Sangaree" e "Mogli di medici" (Doctors' Wives). Altri importanti romanzi sono stati "Divina amante" (The Divine Mistress) (1949), "Il canto di Ruth" (The Song of Ruth) (1954), "Constantine, The Miracle of the Flaming Cross" (1965), "Donne in bianco" (Women in White) (1974), "La nave della pestilenza" (The Plague Ship) (1977) e "Pericolo medico" (Doctors at Risk) (1983). L'ultimo romanzo di Slaughter fu "Transplant", pubblicato nel 1987. Rimase vedovo nel 1990 e negli ultimi anni, allettato, dettava a registratore parti di un ultimo romanzo, mai concluso.

## Opere
- Affinché nessuno muoia (That None Should Die) (1941)
- Spencer Brade: Medico chirurgo (Spencer Brade M.D.) (1942)
- Salvate gli aviatori (Air Surgeon) (1943)
- Non l'amore, ma la morte (Battle Surgeon) (1944)
- Grazie, dottor Land (A Touch of Glory) (1945)
- Un giardino oscuro (In a Dark Garden) (1946)
- L'isola d'oro (The Golden Isle) (1947)
- Sangaree (Sangaree) (1948)
- Divina amante (The Divine Mistress) (1949)
- Indomito cuore (The Stubborn Heart) (1950)
- Forte Everglades (Fort Everglades) (1951)
- La strada della Bitinia (The Road to Bithynia) (1951)
- Ospedale generale (East Side General) (1952)
- Storm Heaven (Storm Haven) (1953)
- I galilei (The Galileans: The story of Mary Magdalene) (1953)
- Il canto di Ruth (The Song of Ruth) (1954)
- Apalachee Gold (1954)
- Il segreto di Laura Jordan (The Healer) (1955)
- Flight From Natchez (1955)
- The Scarlet Cord: A novel of the woman of Jericho (1956)
- Il guerriero (The Warrior) (1956)
- Il processo del dottor Scott (Sword and Scalpel) (1957)
- Il cartografo (The Mapmaker) (1957)
- Aurora bellissima (Daybreak) (1958)
- The Crown and the Cross: The Life of Christ (1959)
- Lorena (Lorena) (1959)
- The Thorn Of Arimathea (1960)
- The Land and the Promise: The Greatest Stories of the Bible Retold (1960)
- Pellegrini in paradiso (Pilgrims in Paradise) (1960)
- The Curse of Jezebel (1961)
- Epidemia! (Epidemic!) (1961)
- David, Warrior and King (1962)
- Il miracolo di domani (Tomorrow's Miracle) (1962)
- A Savage Place (1963)
- Devil's Harvest (1963)
- Constantine, The Miracle of the Flaming Cross (1965)
- The Purple Quest (1965)
- Surgeon, U.S.A. (1966)
- Mogli di medici (Doctors' Wives) (1967)
- God's Warrior (1967)
- The Sins of Herod (1968)
- Upon this Rock (1968)
- La scelta del chirurgo (Surgeon's Choice: A Novel of Medicine Tomorrow) (1969)
- Conto alla rovescia (Countdown) (1970)
- Codice cinque (Code Five) (1971)
- Congresso medico (Convention M.D.) (1972)
- Donne in bianco (Women in White) (1974)
- La Brigata Stonewall (Stonewall Brigade) (1975)
- L'ombra del male (Shadow of Evil) (1975)
- Partita col diavolo (Devil's Gamble: A Novel of Demonology) (1977)
- La nave della pestilenza (The Plague Ship) (1977)
- La ribelle appassionata (Passionate Rebel) (1979)
- Febbre evangelica (Gospel Fever) (1980)
- Figlie di medico (Doctor's Daughters) (1981)
- Pericolo medico (Doctors at Risk) (1983)
- Non c'è amore più grande (No Greater Love) (1985)
- Transplant (Transplant) (1987)

### C. V. Terry
- Buccaneer Surgeon (1954)
- Darien Venture (1955)
- Buccaneer Doctor (1955)
- The Golden Ones (1957)
- The Deadly Lady of Madagascar (1959)

### Altro
- The New Science of Surgery (1946)
- Smettete di rovinarvi la salute (The New Way to Mental and Physical Health) (1947)
- Medicine for Moderns: The New Science of Psychosomatic Medicine (1947)
- Immortal Magyar: Semmelweis, the Conqueror of Childbed Fever (1950)